# Легка промисловість
Легка промисловість — це комплексна галузь, що включає майже 20 підгалузей, які можуть бути об'єднані в три групи.
Легка промисловість є однією з найважливіших серед галузей виробництва непродовольчих товарів. Продукція легкої промисловості йде на задоволення потреб населення, забезпечуючи його тканинами, одягом, взуттям та іншими предметами споживання, а також використовується в інших галузях промисловості у вигляді сировини і допоміжних матеріалів (у харчовій, машинобудуванні та ін.). Найбільш тісні зв'язки вона має із сільським господарством і хімічною промисловістю — основними постачальниками сировини для галузі, а також машинобудуванням.
Українська легка промисловість сьогодні є потужним багатогалузевим комплексом з виробництва товарів народного споживання та одна із небагатьох галузей господарства зі швидким обертанням капіталу. Потенційні можливості підприємств легкої промисловості дозволяють виробляти широкий спектр товарів народного споживання, здатних задовольнити попит на внутрішньому ринку. Станом на 01 березня 2015 року легка промисловість нараховує понад 2500 підприємств, з яких тільки 31,3 % є економічно активними, 53,4 % — банкрути, 15,3 % — економічно неактивні.

## Види економічної діяльності
Галузь утворює потужний виробничий потенціал, здатний виробляти широкий спектр товарів широкого вжитку і промислового призначення. Легка промисловість України об'єднує 23 види економічної діяльності згідно з КВЕД, які згруповано у три основні розділи:
- текстильне виробництво (ткацьке виробництво, виробництво трикотажного полотна, килимів, канатів, мотузок, нетканих матеріалів, інших текстильних виробів, крім одягу, тощо);
- виробництво одягу (виробництво одягу зі шкіри, виробництво робочого, спіднього, верхнього одягу та аксесуарів, виготовлення виробів із хутра, виробництво трикотажного і в'язаного одягу, панчішно-шкарпеткового виробів тощо);
- виробництво шкіри, виробів зі шкіри та інших матеріалів (виробництво взуття, дублення і оздоблення шкіри, вичинка і фарбування хутра, виробництво дорожніх виробів, сумок тощо).

Крім того до галузі відноситься виробництво іграшок, фурнітури, столового посуду та ін.

## Обсяг ринку легкої промисловості
В 2015 році за даними Державної статистичної служби присутність на ринку товарів легкої промисловості становить близько 40 млрд грн.(виробництво+імпорт-експорт), однак за розрахунками та експертними оцінками обсяг внутрішнього ринку становить більше 120 млрд грн., що втричі перевищує офіційні дані, тобто, ринок товарів легкої промисловості України вкрай «тінізований».
Станом на період січень-березень 2014 р. налічувалось приблизно 1,5 тис. підприємств взуттєвої, шкіргалантерейної та шкіряної промисловості.
За експертними оцінками щорічно виробляється 35-40 млн пар взуття, з яких понад 35 % експортується приблизь в рівних частинах до ЄС і СНД . За офіційними даними у 2014 р. вироблено 27 млн пар взуття.
За 2014 рік обсяги імпорту з Європи перевищили обсяги імпорту з країн СНД на 198,9 млн дол. США (в 1,7 рази), а експорту на 618,1 млн дол. США (в 3,8 рази).
Різниця в показниках зумовлена тим, що український виробник в основному поставляє до країн Європи лише послуги (виробництво товарів з давальницької сировини), а до країн СНД здійснюється прямий експорт .

## Преса у галузі
З 1921 року видається науково-виробничий журнал «Легка промисловість», фактично це єдине інформаційне видання галузі. З 1960 року видається українською мовою.

## Перспективи розвитку
З метою досягнення конкурентних переваг та впровадження інновацій в умовах невизначеності та глобалізації економіки, ситуація вимагає прискореної і якісної модернізації галузі легкої промисловості та її інфраструктури із використанням кластерних підходів, широкого застосування кращих світових і вітчизняних досягнень у галузі техніки і технології текстильного, швейного, хутрового і шкіряно-взуттєвого виробництва в тому числі нанотехнологій і нанопродуктів. Створення кластерів, які ґрунтуються на консолідації зусиль окремих учасників буде забезпечувати синергетичний ефект та розвиток не тільки членів кластеру, а і регіону в цілому.

## Кластерні об'єднання у легкій промисловості
В галузі працює 2 кластери:
- освітній інвестиційно-технологічний кластер легкої промисловості в м. Києві;
- швейний кластер Хмельницької області.

Тенденції до скорочення виробництва викликані масовим відтоком виробництва легкої промисловості за межі міст (особливо, м. Києва), що спричинено:
1. високою орендною платою за користування землею та значними комунальними платежами;
2. необхідністю виплачувати найманим працівникам більш високу середню заробітну плату (2602 грн. на кінець 2012 р.) порівно з іншими регіонами країни.

## Асоціації на інші об'єднання у легкій промисловості
- Українська асоціація підприємств легкої промисловості «Укрлегпром»
- Всеукраїнське об'єднання роботодавців легкої промисловості
- Українська асоціація хутровиків
- Ліга українських промисловців-виробників взуття, шкіргалантереї хутрових виробів і шкіряних товарів «Укршкірвзуттяпром»

## Вищі навчальні заклади та заклади професійного спрямування у легкій промисловості
- Київський національний університет технологій та дизайну
- Київський коледж легкої промисловості[8]
- Хмельницький національний університет[9]
- Українська інженерно-педагогічна академія (м. Харків)
- Харківський фаховий коледж текстилю та дизайну

## Статистика зайнятості у легкій промисловості

### По Україні
Загалом по Україні вона забезпечує приблизно 72 тис. робочих місць.

### У м. Києві
За період 2000—2012 рр. частка зайнятих працівників на підприємствах легкої промисловості міста Києва скоротилася в 3,8 рази з 18,4 тис. осіб до 4,9 тис. осіб, у той час як по галузі в цілому кількість   працівників скоротилася лише в 1,5 рази.